# Glasgowský filmový festival
Glasgowský filmový festival je přehlídkou snímků domácí (britské) i zahraniční produkce konající se každoročně v únoru od roku 2005. Na festivalu jsou k vidění filmy jak nejnovější, tak staršího data. Snímky se promítají v šesti městských kinech: Glasgow Film Theatre, Cineworld (Renfreww St a Parkhead), CCA, The Grosvenor, Platform.